# Cal Noè

Cal Noè, respecte del terme de l'Estany

Cal Noè és una masia del terme municipal de l'Estany, al Moianès.
Està situada en el sector nord-oriental del terme, també al nord-est del poble de l'Estany, en el vessant de migdia del Serrat de la Solana del Castell, al nord-est del Collet de Malloles i al sud-oest del Collet de les Abelletes.